# Jonas Gifting
Jonas Axel Gifting Jonsson, född den 4 februari 1856 i Ore socken, död den 6 april 1934 i Dalbyn i Ore socken, var en svensk korpral.
Den 13 september 1894 var Orsa kompani vid Dalregementet på väg hem efter avslutat regementsmöte. Inkvartering skulle ske nära Komtillmåtta krog i Gagnef. Innan kaptenen Sven Axel Bjuggren (1851–1925) lämnade kompaniet för kvällen framhöll han vikten av kompaniets anseende och gav en tydlig order: ”Alltså kommer vi nu överens om att alla håller sig nyktra!”.
Soldaterna blev besvikna men ville inte begå orderbrott, varpå man skickade fram korpral Gifting för att tala för mannarnas räkning:
| ” | Kapten! Orsa kompani lovar ingenting bestämt! | „ |

Då ingen invändning kom från kapten Bjuggren var det underförstått tillåtet för mannarna att besöka krogen. Gifting fick något av hjältestatus i kompaniet och hans ord blev snabbt bevingade.
Uttalande har blivit vida känt och samtidigt ibland missförstått. Missförståndet ligger i att en del tolkat uttalandet som att dalkarlarna var osäkra i sitt löfte, medan de i själva verket inte ville lova något de inte kunde eller ämnade hålla – samtidigt som de inte ville vara uppnosiga mot befälet.
Jonas Gifting är begravd på Ore kyrkogård.

## Utmärkelser
År 1984, 50 år efter Giftings död, hedrades hans minne med en bronsstaty vid kulturhuset i Orsa utförd av konstnären Domenico Inganni. Under 2010-talet flyttades statyn till en plats strax norr om Orsa järnvägshotell.